# فرانتس یوزف یونگ
فرانتس یوزف یونگ (انگلیسی: Franz Josef Jung؛ زاده ۵ مارس ۱۹۴۹) یک سیاست‌مدار اهل آلمان است.